# Theologos (Fthiotida)
Die Siedlung Theologos (griechisch Θεολόγος (m. sg.); Theologos ist der griechische Beiname Johannes’ des Evangelisten) ist ein Touristenort mit Ankerplatz an der Küste des nördlichen Golfs von Euböa, in geringer Entfernung zur Kleinstadt Malesina (Μαλεσίνα). Er gehört zur Gemeinde Lokri und befindet sich an der Stelle, an der die antike Hafenstadt Halai (Ἁλαί) lag.

## Geographie
Die Strandsiedlung Theologos wird durch eine kleine felsige Halbinsel vom nördlichen Golf von Euböa abgeschirmt, die sich mit dem Vrachaki auf etwas über 170 Meter Seehöhe erhebt und nordwestlich bis Kap Kerata, nordöstlich bis zum Kap Theologos reicht. Die Küste ist durch scharfkantige Kalkbänke geprägt, die oft mehrere Meter ins Meer abfallen, an geschützten Stellen und in Buchten findet sich feiner Sand. Die Bucht von Theologos ist Teil des Golfs von Atalandi, aus dem sich unter anderem die Inseln Atalandi und Gaidaros erheben. Die Kleinstadt Malesina liegt rund fünf Kilometer südöstlich im hügeligen Binnenland. Vom Vrachaki-Hügel reicht der Blick über die gesamte Nordostküste der Insel Euböa bis Edipsos an ihrem Nordende. Den größten Teil der Halbinsel bedeckt eine weitläufige Feriensiedlung der Baugenossenschaft der ständigen Offiziere des griechischen Heeres (ΟΣΜΑΕΣ) mit rund 1.150 Gebäuden.

## Geschichte
Besiedlung im Gebiet von Theologos ist vom Neolithikum bis in mittelbyzantinische Zeit (12. Jahrhundert) nachweisbar. Die historische Stadt Halai bezog ihren Namen von ihren Salinen (zu ἅλς hals ‚Salz‘) und wurde um 600 v. Chr. gegründet. Obgleich die Informationen antiker Schriftsteller über die Stadt sehr gering und dürftig sind, wird angenommen, dass Halai der sicherste und nächste Hafen von Opus war. Er spielte eine wichtige Rolle in der weiteren Umgebung. Die Tatsache, dass sich die Ruinen auch auf die Küste und das Meer erstrecken, spricht für Erdbeben als Grund für das Ende der Besiedlung. Aus byzantinischer Zeit überdauerte nur ein kleines Kirchlein Johannes des Evangelisten die Zeit bis zur Wiederbesiedlung; von diesem leitet sich der moderne Name der Siedlung her, die 1923 von einigen Familien aus Malesina begründet wurde, die an diesem Strand ihre Häuser errichteten.

## Archäologische Funde
Die Überreste der antiken Stadt Halai in der Nähe des nördlichen Hafens von Theologos wurden 1911 von den Archäologinnen Hetty Goldman und Alice Walker-Kosmopoulou untersucht und bis 1914 ausgegraben. Nach einer Unterbrechung durch den Ersten Weltkrieg liefen die Ausgrabungen bis zu ihrem Abschluss durch Hetty Goldman 1935. Im archäologischen Gelände finden sich die Akropolis mit einer Mauer, einige religiöse Gebäude mit Altären sowie ein viersäuliger Tempel, der der Athene geweiht war, ferner die Reste einer byzantinischen Basilika aus dem 6. Jahrhundert.
Es kamen reiche Funde ans Licht, wie zum Beispiel Stücke dorischer Säulen, Epistyle und Metopen, sowie Tonscherben aus drei Bauphasen des Tempels und eine marmorne, allerdings kopflose, Statue der Aphrodite. Darüber hinaus fand man Kratere und Silberschmuck. Heute befinden sich die Stücke im Archäologischen Museum Theben, sowie in Prähistorischen Flügel des Archäologischen Nationalmuseums (Athen).

## Wirtschaft und Infrastruktur
Der landschaftlich reizvoll gelegene Ort wird vom Badetourismus frequentiert. Am langen, aber schmalen Hauptstrand läuft die Strandpromenade entlang. Der Sand ist fein und das Wasser kalt und sauber, der kleine Yachthafen liegt direkt nebenan. Weitere Strände sind Vlychada (Βλυχάδα00), Lekouna (Λεκούνα) an der Ostseite der Halbinsel, Arsanas (Αρσανάς) und der Strand der OSMAES-Siedlung.
Durch die nur gut zehn Kilometer entfernte Ausfahrt der griechischen Autobahn 1 ist der Ort gut ans Fernstraßennetz angeschlossen, die Fahrtzeit aus Athen beträgt rund anderthalb Stunden.